# Гоґ
«Гоґ» (англ. Hogg) — роман американського письменника Семюел Ділейні, задуманий у 1969 році та завершений у 1995 році. У романі графічно розглядаються теми вбивства, розбещення дітей, інцесту, копрофілії, копрофагії, уролагнії, анально-орального контакту, некрофілії та зґвалтування. Концептуалізацію та написання її було сформульовано 1969 року, а подальшу чернетку було завершено 1973 року, і нарешті вона була опублікована з деякими подальшими, хоча й відносно незначними, переписуваннями 1995 року видавництвом Black Ice Books. У двох пізніших виданнях було внесено деякі виправлення, останнє з яких, опубліковане Fiction Collective Two у 2004 році, містить примітку від Ділейні про те, що воно остаточне.

## Зміст

### Передмова
Передмова до роману має назву «Сад скорпіонів». Вона не включена до видання у твердій обкладинці 1995 року, хоча був написаний 1973 року. Вона включена до збірки «Мессінська протока» (1989).

### Опис
У центрі сюжету - мовчазний хлопчик-підліток (якого називають лише «хуєсос»), проданий у сексуальне рабство ґвалтівникові на ім'я «Хогг» Гарґус, який піддає його найекстремальнішим актам девіантності, які тільки можна собі уявити.— Леннард Пірс (The A.V. Club)
Ці дії включають значну кількість «зґвалтувань, насильства та вбивств», наприклад, «сцени жорстокого зґвалтування жінок Гоґґом та його бандою» та інші «обширні сцени, пов'язані зі споживанням тілесних відходів». Кожен розділ роману містить графічні сексуальні або насильницькі дії.

### Сеттинг
Основні події роману відбуваються 26, 27 і 28 червня 1969 року в невизначеному місті. Оповідач згадує різні прилеглі райони — «Кровгол», «Фронтвотер» та «Елленвілль» — вочевидь, вигадані райони. Безіменне місто описується як промислова пустка. Події відбуваються в доках, на сміттєвих баржах, на стоянках вантажівок, у барах, а також у вантажівці Гоґа. Багато персонажів описані як робітники або носять робочий одяг.
В інтерв'ю Т. К. Енрайту Ділейні стверджує: «Дії [Гоґа] відбуваються в Порнотопії — це земля, де будь-яка ситуація може стати нестримно сексуальною за найменшого збільшення тиску уваги. Подібно до сестринських країн, Комедія та Трагедія, вона може бути лише такою реалістичною». У тому ж інтерв'ю Ділейні також зазначає: «„Гоґ“ — це ще одна моя історія, дія якої відбувається в місті Еноха». Дія роману Ділейні «Неверйон, або казка про знаки та міста» частково відбувається в Еноху.

### Короткий зміст сюжету
На початку оповідач живе з латиноамериканським хлопчиком, на ім'я Педро і займається сексом за гроші зі старшими чоловіками в підвалі будинку за гроші разом із сестрою-підлітком Марією. Він займається сексом з Марією, Педро, бандою байкерів і групою чорношкірих чоловіків. Оповідач послідовно бере на себе нижню роль у цих статевих актах. Один із чорношкірих чоловіків обирає саме оповідача, зауваживши, що він, можливо, частково чорношкірий за походженням.
Другий розділ відбувається через деякий час після того, як оповідач покинув Педро. У ньому з'являється Гоґ, якого вперше бачать під час зґвалтування жінки у провулку. Гоґ викликає оповідача до себе, щоб «прикінчити» його усно. Гоґ забирає оповідача до своєї вантажівки, де пояснює, що, хоча він і водій-далекобійник, але вважає за краще отримувати гроші за зґвалтування жінок. Гоґ також розкриває трохи про себе та свою особисту історію, малюючи свою загальну картину, яка є екстремальною соціопатією, насильством і сексуальним садизмом. Вони їдуть на зустріч з містером Джонасом, який, попри очевидне багатство, відчиняє власні двері, а згодом виявляється, що він їздить на власному лімузині. Містер Джонас є поточним клієнтом Гоґа. Після того, як містер Джонас описує наступне завдання Гоґа, Гоґ заявляє про свій намір взяти з собою для забави ще кількох чоловіків, а також оповідача. З цього моменту місце оповідача як компаньйона Гоґа стає остаточно визначеним.
Гоґ і оповідач зустрічають інших чоловіків — Ніґґа, Вопа та Денні — у барі «П'євакет». Ніґґ — це чорношкірий чоловік, якого оповідач вперше зустрічає на початку оповідання. Воп — агресивний італо-американський робітник. Денні — досить сором'язливий підліток, старший за оповідача, але трохи молодший за інших чоловіків. Квінтет ґвалтівників вирушає на виконання своїх замовлень, які послідовно зростають від самотньої жінки, жінки та її доньки на інвалідному візку до нуклеарної сім'ї — матері, батька та сина. З кожним наступним завданням насильство зростає, а малолітні діти жертв (хлопчики і дівчатка) також потрапляють до зграї. Під час третьої сцени зґвалтування Денні тікає на кухню родини, де вирішує проколоти власний пеніс цвяхом. Невдовзі пеніс Денні починає кровоточити, набрякати та гноїтися, мабуть інфікований. У цей момент він починає повторювати фразу «все в порядку».
Коли їхнє останнє завдання виконано, група йде до бару «П'євакет», де вони зближуються з членами «Привидів» — тієї самої байкерської банди, з якою зустрічалися на початку роману. Ніґґ та один із байкерів, Яструб, виношують план продати оповідача чорношкірому капітану буксира, на ім'я Великий Самбо. Не порадившись із Гоґом, усі троє їдуть на мотоциклі Яструба, щоб зустрітися з Великим Самбо в доках Кровгола. Великий Самбо збиває ціну і платить Ніґґеру та Яструбу п'ятнадцять доларів за оповідача. Великий Самбо — великий, фізично сильний оператор буксира, який тримає свою дванадцятирічну доньку, Хані-Пай як об'єкт сексу для власного задоволення.
Оповідач гуляє вночі доками, де чує радіо на палубі сміттєвоза, що вивозить сміття. Диктор по радіо повідомляє про серію вбивств, які сталися нещодавно — як виявляється, підозрюваним є Денні. Читач переконується в цьому, коли помічає, що на місцях злочинів кров'ю написана фраза «все в порядку». Бар «П'євакет», де раніше проводила час банда, був атакований Денні зі стріляниною. Кілька людей, включаючи бармена і кілька байкерів, були вбиті.
У доках оповідач зустрічає двох сміттярів: Реда, рудого білого чоловіка та чорношкірого Руфуса. Займаючись сексом з оповідачем на вулиці, вони планують «позичити» оповідача у Великого Самбо і тримати його на своїй шхуні на нашийнику та повідку. Їм заважає Вайті, коп, який патрулює цей район, і який також займається сексом з оповідачем. Вайті викликають на набережну, щоб допомогти розслідувати вбивства Мони, Гаррі та їхньої однорічної дитини. Руфус, Ред і оповідач повертаються на набережну, куди нещодавно прибула радіогрупа, яка веде прямий репортаж з місця подій. Великий Самбо бачить оповідача біля доків і наказує йому повернутися на свою шхуну.
Гоґ під'їжджає до шхуни Великого Самбо і нападає на Великого Самбо. Гоґ і оповідач залишають доки у вантажівці Гоґа, в якій Денні переховувався від поліції. Виїхавши з району Кровгол і опинившись поза законом, Гоґ наказує Денні помитися, переодягнутися в чистий одяг і поїхати автостопом до Флориди. Повертаючись зі стоянки вантажівок, Гоґ заявляє про свій намір провести наступні кілька місяців з оповідачем і висловлює своє щастя від того, що вони возз'єдналися. Однак оповідач розробляє план, як покинути Гоґа за наступної слушної нагоди. Нарешті Гоґ запитує його: «У чому справа?», на що той відповідає: «Ні в чому» — це його єдина репліка-діалог у романі.
Радіорепортер Едвард Сойєр описує вбивство поза сценою Денніса «Денні» Гаркнера як «довгий буйство вдень і ввечері… яке загрожує перевершити Старквезера, Спекка та Менсона разом». Пізніше в романі з'ясовується, що стрілянина сталася 27 червня 1969 року, більш ніж за місяць до вбивства Тейт, скоєного родиною Менсона 8 серпня 1969 року.

## Аналіз характеру

### Франклін «Гоґ» Гарґус
Майкл Геммінгсон писав у журналі The Review of Contemporary Fiction, що Гоґ
«…головоріз, „художник-ґвалтівник“ і терорист за наймом, з нахилами радше гомосексуальними, ніж гетеросексуальними. Гоґ цілком може бути наймерзеннішою, найогиднішою особистістю, що з'явилася в сучасній американській художній літературі: він ніколи не миється і не переодягається, мочиться і випорожнюється в штани, їсть власні екскременти, п'є багато пива і їсть багато піци, щоб „підтримувати“ свій великий кишечник — у нього глисти, і йому це подобається — і насолоджується тим, що завдає страждань іншим людям, чоловікам і жінкам, здебільшого за винагороду, а іноді і просто так, заради власної насолоди. Але він також і захоплюючий: втілення того, на що наше суспільство може перетворити людей, занепадницького стану людської душі».

## Літературне значення і критика
Попри сумну репутацію книги, кілька поважних авторів підтримали її. Норман Мейлер, наприклад, сказав: «Немає сумніву, що „Гоґ“ Семюела Р. Ділейні — це серйозна книга з літературними перевагами». Джеймс Баллард, плідний автор фантастики та старший державний діяч трансгресивної літератури, також високо оцінив роботу Ділейні, посилаючись на засіб порнографії як на «найбільш політичну форму фантастики».
Автор Денніс Купер у своїй збірці «Задушені в обіймах: Есеї, інтерв'ю, відгуки та некрологи», що «Гоґ нудний і поблажливий», а його «темп повільний, як патока». Однак він також стверджує, що «книжка є дуже зарядженим об'єктом…[і] цього достатньо, щоб рекомендувати її». У передмові до пізнішого видання «Задушених в обіймах» Купер пише: «Тепер я вважаю, що „Гоґ“ Семюела Ділейні — чудовий роман, і не знаю, чому я не зрозумів цього після першого прочитання».
Джеффрі А. Такер, ад'юнкт-професор англійської мови в Університеті Рочестера, у своєму критичному дослідженні "Відчуття подиву: Семюел Р. Делані, раса, ідентичність і відмінність " коментує, як «Гоґ» «виразив ворожість автора до гетеросексистського суспільства, гнів, який не мав соціально конструктивного виходу до сучасного руху за права геїв».

## Подальше читання
- Howard Freedman, Carl; Samuel R. Delany (2009). Conversations with Samuel R. Delany. Univ. Press of Mississippi. ISBN 9781604732788. Процитовано 26 грудня 2010.